# Kraina Grzybów
(Poesia di inizio XX secolo)
Kraina Grzybów, meglio nota a livello internazionale con i titoli anglicizzati "Mushroomland" e "Land of Mushrooms" (in italiano La Terra dei Funghi), è una webserie sperimentale polacca dalle tinte horror e surreali, pubblicata su YouTube dal 23 dicembre 2013 al 30 agosto 2018 dal canale KrainaGrzybowTV.
Ideata da Wiktor Stribog e realizzata in tecnica mista, la serie non ha uno sviluppo chiaro e lineare e la ricostruzione della vicenda è principalmente affidata allo spettatore. Essa è composta da un insieme di undici brevi video (caratterizzati da una marcata estetica anni Ottanta), di cui i principali sono spezzoni di un improbabile programma per bambini chiamato Poradnik Uśmiechu (Guida al sorriso), del quale vengono presentati gli episodi 1, 2, 4, 5 e 6, a cui si aggiungono un finto trailer, due corti speciali, un videoclip e due appendici che concludono la serie. Agli episodi si inframmezzano alcuni video promozionali scollegati specialmente relativi al merchandising della serie.
Prima dell'aprile del 2017, il creatore della serie ed il cast mantennero l'anonimato e la segretezza più totali; questo fece nascere diverse speculazioni sulla loro identità e, tra le varie ipotesi, si era creduto che dietro a tutto ci fosse un gruppo di studenti universitari.

## Sinossi
La storia sembra ruotare attorno ad una bambina di nome Agatka, che viene portata da una creatura (un demone, come espressamente appellata nel primo video, col termine tedesco "Teufel") simile ad un gigantesco scoiattolo chiamata Małgosia nella cosiddetta "Terra dei Funghi", dove vivrà diverse avventure. Sua madre nel frattempo, aiutata dalla suocera, si mette sulle sue tracce nel tentativo di riportarla a casa.

## Webisodi
| nº | Titolo originale                                   | Titolo italiano (traduzione)                                 | Data              | Durata | Note                                                                            |
| -- | -------------------------------------------------- | ------------------------------------------------------------ | ----------------- | ------ | ------------------------------------------------------------------------------- |
| 1  | Poradnik Uśmiechu 1 - Jak skutecznie jabłko        | Guida al sorriso 1 - Come efficacemente mela                 | 23 dicembre 2013  | 6:14   |                                                                                 |
| 2  | Poradnik Uśmiechu 2 - Jak zrobić z papieru         | Guida al sorriso 2 - Come creare dalla carta                 | 23 febbraio 2014  | 6:32   |                                                                                 |
| 3  | W Krainie Grzybów - zwiastun odcinka trzeciego     | Nella Terra dei Funghi - Trailer del terzo episodio          | 15 aprile 2014    | 0:54   | Trailer di Poradnik Uśmiechu 3, mai realizzato.                                 |
| 4  | Grzybowe Melodie - Ballada w rytmie dżins          | Melodie dei funghi - Ballata a ritmo di jeans                | 28 maggio 2014    | 3:27   | Videoclip.                                                                      |
| 5  | Poradnik Uśmiechu 4 – Jak swoje włosy              | Guida al sorriso 4 - Come i tuoi capelli                     | 18 settembre 2014 | 8:05   |                                                                                 |
| 6  | To nie moje                                        | Non sono miei                                                | 6 dicembre 2014   | 0:32   | Cortometraggio estraneo agli altri episodi.                                     |
| 7  | Poradnik Uśmiechu 5 - Jak poprawnie telefon        | Guida al sorriso 5 - Come telefonare correttamente           | 10 agosto 2015    | 6:22   |                                                                                 |
| 8  | Święta z Krainą Grzybów                            | Vacanze con la Terra dei Funghi                              | 23 dicembre 2015  | 0:45   | Cortometraggio realizzato come "special natalizio".                             |
| -  | SMILE GUIDE: THE APPLE ESCAPE                      | SMILE GUIDE: THE APPLE ESCAPE                                | 24 agosto 2016    | 0:36   | Trailer del videogioco ufficiale della serie.                                   |
| 9  | Poradnik Uśmiechu 6 - Jak swoje dziecko            | Guida al sorriso 6 - Come il tuo bambino                     | 1º aprile 2017    | 6:44   |                                                                                 |
| 10 | Kraina Grzybów TV - Końcówka programu 21.09.1994r. | Terra dei Funghi TV - Fine delle trasmissioni del 21/09/1994 | 9 aprile 2017     | 2:24   | Prima appendice.                                                                |
| -  | Reklama - Grudzień '89                             | Pubblicità - dicembre '89                                    | 13 dicembre 2017  | 1:02   | Pubblicità muta del calendario 1990-2018 della serie.                           |
| -  | Poradnik Uśmiechu - original soundtrack teaser     | Guida al sorriso - original soundtrack teaser                | 29 giugno 2018    | 1:17   | Annuncio della colonna sonora completa della serie.                             |
| 11 | Fragment programu "Gdzie jest Agata?"              | Estratto dal programma "Dov'è Agata?"                        | 30 agosto 2018    | 4:31   | Seconda appendice.                                                              |
| -  | Smile Guide Halloween Special                      | Smile Guide Halloween Special                                | 29 ottobre 2018   | 1:51   | Cortometraggio animato di Halloween, parodia di Scooby Doo. Parlato in inglese. |
| -  | Poradnik Uśmiechu (official soundtrack)            | Guida al sorriso (official soundtrack)                       | 19 gennaio 2019   | 1:00   | Pubblicità della colonna sonora completa della serie, ora disponibile.          |

Il canale YouTube include anche otto video di Poradnik Uśmiechu OST, che includono le versioni integrali di alcuni brani della colonna sonora. Inoltre il 23 dicembre 2019 è stato caricato un breve video intitolato What was the COTN incident? (in inglese, con sottotitoli in polacco), apparentemente parte di un nuovo progetto artistico di Stribog.
Dopo alcuni annunci, il 23 dicembre 2022 inizia sul canale una nuova webserie di Stribog, dal titolo Indistinct Chatter.

## Personaggi principali

### Agatka
(Agatka all'inizio del primo episodio. La frase compare, con varianti, anche nei successivi.)

Agatka dà il benvenuto agli spettatori di Poradnik Uśmiechu nel primo episodio. Si possono notare gli occhi di carta ritagliati ed incollati su quelli veri.

Agatka (trascritto Agatha nelle traduzioni inglesi e Agata nel titolo dell'episodio 11) è una bambina di dieci anni (come mostra in Poradnik Uśmiechu 5 - Jak poprawnie telefon), conduttrice di Poradnik Uśmiechu assieme al demone Małgosia.
Indossa un lungo maglione blu su cui sono appiccicati dei fiori di carta (nelle riprese dal vivo) oppure è disegnato un fungo (nelle sezioni animate).
Sua madre rivela in un'intervista che ella venne portata nella Terra dei Funghi dopo essere stata avvertita da alcuni compagni di classe a scuola (e non è noto come questi sapessero della sua futura scomparsa).
Una notte, Agatka si avvicina alla madre e le dice che c'è "un uomo venuto dalla Terra dei Funghi"; il resto dell'incontro non viene mai descritto. Sta di fatto che la bambina svanisce e la mamma fa di tutto per cercarla, ma nessuno sembra essere in grado di aiutarla. Inoltre, pare che i rapitori la torturino chiamandola ripetutamente al telefono di casa per poi riagganciare immediatamente. Un giorno, una persona consiglia alla donna di accendere il televisore, affermando che sua figlia è "in onda": il canale su cui si sintonizza è Kraina Grzybów TV. A quel punto la mamma chiama la suocera e si mettono alla ricerca di Agatka, fallendo.
Durante la sua permanenza nella Terra dei Funghi, Agatka sembra essere generalmente tranquilla e spensierata, quasi inconsapevole della situazione in cui si trova. Tuttavia, in alcuni punti (specialmente in Poradnik Uśmiechu 4 – Jak swoje włosy), si rivolge direttamente alla madre e tenta apparentemente di scappare, ma viene scoperta e fermata, mentre le scritte a schermo la definiscono "cane cattivo".

### Małgosia
Małgosia (trascritto Maggie nelle traduzioni inglesi) è la creatura amica di Agatka, l'unica nella serie ad essere animata. Di solito mostrata dalla vita in su, assomiglia ad un grosso scoiattolo dalla pelliccia arancione. Ha lunghe orecchie, larghi occhi neri, grandi guance, un piccolo naso e una bocca gigantesca. La sua identità non è mai chiarita fino in fondo e non si comprende se sia un essere benigno o maligno nei confronti della protagonista. Nel primo episodio viene presentata con il termine tedesco "Teufel" ("demone"). V'è proprio un proverbio che recita «Der Teufel ist ein Eichhoernschen» (in italiano, «Il Diavolo è uno scoiattolo»).

### Madre di Agatka
(La madre di Agatka in Poradnik Uśmiechu 5.)
La madre di Agatka è una figura ricorrente in tutti gli episodi della serie. Oscurata e dalla fisionomia sempre celata, dalla sua silhouette appare molto simile alla figlia. Sua caratteristica principale è la voce (di Wiktor Stribog), modificata e abbassata di tono fino ad essere un insieme di suoni gutturali quasi incomprensibili (tanto da necessitare dei sottotitoli).

### Uomo Jeans
(Dalla canzone Ballada w Rytmie Dżins.)
L'Uomo Jeans (originariamente Dżinsowy człowiek, letteralmente "Jeans umano" o "Uomo fatto di jeans") è presumibilmente l'antagonista principale della storia, sebbene non si sappia praticamente nulla sul suo conto, vista la sua esigua presenza nella webserie (compare pochi secondi in due episodi di Poradnik Uśmiechu e ha un ruolo consistente solo nel videoclip della canzone a lui dedicata, Ballada w Rytmie Dżins). Insieme alla madre di Agatka, è l'unica figura adulta della storia. Snello e molto più alto degli altri personaggi, veste indumenti fatti di jeans (un giacchetto e dei pantaloni) ed ha degli occhi di carta incollati più in basso del normale, in quanto quelli veri sono coperti da una bandana. Ha un perenne sorriso sul volto e pronuncia una sola battuta: «No, no, no» in Poradnik Uśmiechu 4 – Jak swoje włosy.

### Karolina
(Karolina in Ballada w Rytmie Dżins)
Karolina è la cantante di Ballada w rytmie dżins. Probabilmente è una bambina pressappoco coetanea ad Agatka. Ha i capelli apparentemente lunghi brunastri e porta quella che sembra essere una larga maglietta di jeans e collant rossi. Come altri personaggi umani, ha degli occhi di carta rotondi che le coprono quelli veri, ma porta anche una bocca di carta sulle labbra. Il suo ruolo e il suo rapporto con Agatka fuori dal contesto del videoclip tuttavia non è mai reso esplicito: come l'Uomo Jeans infatti, compare in pochi frammenti di alcuni episodi principali.

### Personaggi minori
Altri due personaggi, Hatszepsut e Justynka, compaiono brevemente, rispettivamente in Poradnik Uśmiechu 5 e 6.

## Produzione

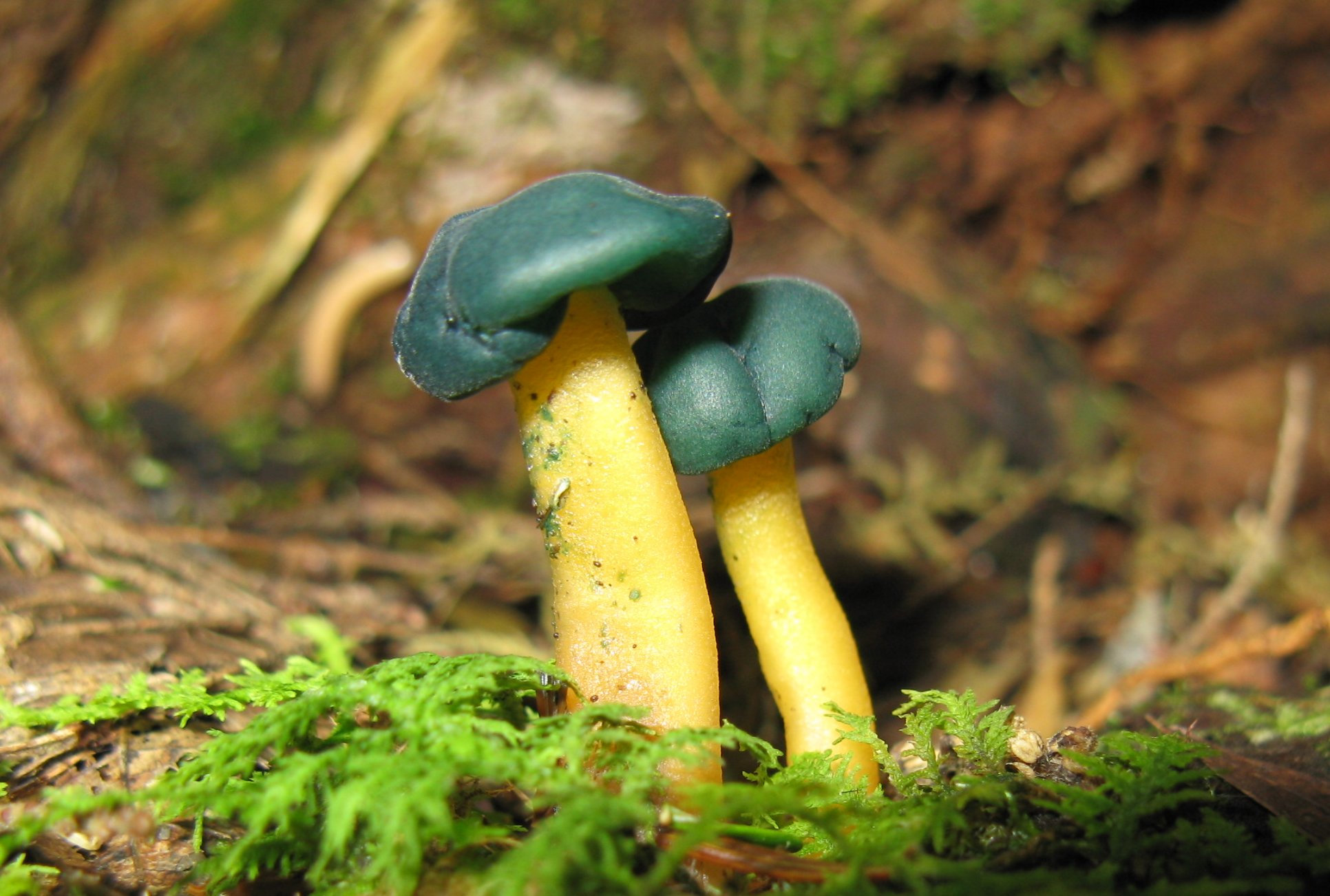
Il fungo, emblema di tutta la webserie.

Il 23 dicembre 2013 venne aperto un canale sia su YouTube che su Google+ chiamato KrainaGrzybowTV. Lo stesso giorno venne caricato Poradnik Uśmiechu 1 – Jak skutecznie jabłko, che ricevette molta attenzione per il suo contenuto grottesco e disturbante, arrivando in breve tempo ad oltre un milione di visualizzazioni. Poco dopo fu creata una pagina Facebook, con lo scopo di pubblicare costantemente aggiornamenti sulla produzione dei successivi video, attraverso foto o riprese di backstage. 
I mesi che seguirono videro l'uscita del secondo episodio, Poradnik Uśmiechu 2 - Jak zrobić z papieru, e del videoclip Ballada w rytmie dżins, l'unico della serie parallela Grzybowe Melodie. Un terzo episodio della Poradnik Uśmiechu venne annunciato il 15 aprile con il teaser W Krainie Grzybów ma apparentemente non venne mai realizzato. Solo ad aprile 2017 l'autore della serie Wiktor Stribog rivelò che il terzo episodio della serie era stato girato e quasi completato subito dopo i precedenti due, ma un guasto ad un hard disk causò la perdita di tutto il materiale montato e si decise di non ricostruire la puntata. Inoltre per lo stesso motivo sarebbero andate perse le regolazioni dell'emulatore del sintetizzatore usato per comporre la colonna sonora (vedi sotto): queste furono ricreate in seguito ma, a dire di Stribog, i risultati ottenuti furono inferiori agli originali.
Il 21 maggio si aprì un sito ufficiale della webserie, KrainaGrzybówTV, dove vennero resi disponibili all'acquisto gadget e simili, verosimilmente per finanziare il progetto stesso.. Seguì una pausa di quattro mesi prima della realizzazione di Poradnik Uśmiechu 4 – Jak swoje włosy e il 6 dicembre 2014 venne caricato un corto dalla finalità mai spiegata, To nie moje. Da questo momento ci fu un altro fermo della produzione, che durò da gennaio a metà aprile 2015. Il 10 agosto, superate alcune complicazioni tecniche, venne caricato Poradnik Uśmiechu 5 – Jak poprawnie telefon e il 23 dicembre l'inquietante special natalizio Święta z Krainą Grzybów.
Per tutto l'anno 2016 l'unica pubblicazione relativa alla serie è stata il videogioco Smile Guide: The Apple Escape (vedi sotto). Ad aprile 2017 risalgono l'episodio conclusivo Poradnik Uśmiechu 6 - Jak swoje dziecko (del 1 aprile) e l'appendice Kraina Grzybów TV - Końcówka programu 21.09.1994r. (del 9 aprile), ritenuti il finale della serie. In seguito il canale ha pubblicato alcuni altri video promozionali scollegati dalla serie e la seconda appendice Fragment programu "Gdzie jest Agata?" (del 30 agosto 2018).

## Caratteristiche ed analisi
Poradnik Uśmiechu assume l'aspetto di un programma educativo per bambini del blocco orientale degli anni Ottanta e Novanta che tuttavia, come si può notare man mano che i video proseguono, si trasforma in pura follia grottesca, con frasi apparentemente insensate o grammaticalmente incomplete, umorismo assurdo ed inquietante ed immagini disturbanti. La qualità video si rifà a quella di una registrazione su VHS. 
Lo show, come detto sopra, è condotto da Agatka e la premessa di ogni puntata è che lei insegni allo spettatore a fare qualcosa che in realtà risulta del tutto incomprensibile (per esempio "Come melare in modo efficace" o "Come produrre dalla carta"), ma questa pretesa viene generalmente accantonata a metà episodio per scendere nel caos. Di solito si unisce a lei Małgosia, uno scoiattolo animato. Le due sembrano in generale in buoni rapporti, anche se ad esempio in Poradnik Uśmiechu 2 - Jak zrobić z papieru litigano improvvisamente dandosi reciprocamente della "ritardata". Questo può mettere in guardia sul fatto che forse la loro amicizia è solo apparente.
Alle scene dello spettacolo si alternano spezzoni di interviste con la madre di Agatka, la cui voce è digitalmente alterata e la cui figura è celata nell'oscurità, come per proteggere la sua identità. È proprio attraverso le sue dichiarazioni che si presume un rapimento della bambina o una sua fuga da casa per andare nella Terra dei Funghi.

Come già accennato, la webserie è realizzata in tecnica mista. Le riprese con gli attori e le animazioni originali si alternano, senza soluzione di continuità, a molti frammenti di filmati d'archivio (spesso di origine statunitense o polacca e datati fra gli anni '50 e '80), rimontati e modificati in maniera apparentemente confusa: questo materiale sembra rivestire una grande importanza, almeno simbolica, nella descrizione degli eventi.

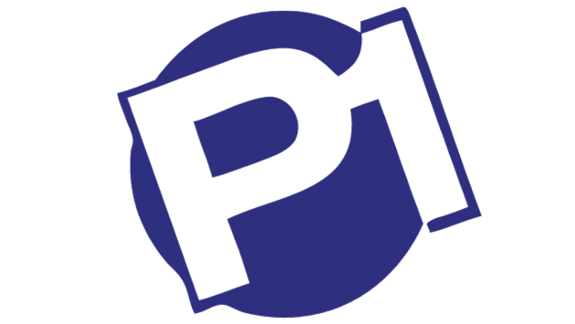
Logo di Polonia 1.

Gli inserti animati in particolare guardano allo stile degli anime televisivi quali Jeeg Robot d'acciaio e Sailor Moon (al quale è presente un esplicito riferimento in Poradnik Uśmiechu 6). Per esempio in Poradnik Uśmiechu 4 vi sono due scene di questo tipo: una in cui Małgosia dice in italiano «Perdonami... principessa...» (e alle sue parole si sovrappone un voice-over in polacco) mentre seppellisce una scatola recante la scritta "Paris", seguita da un'altra in cui Agatka, disegnata, corre. Queste sezioni animate sono un riferimento a Polonia 1, emittente televisiva fondata dall'imprenditore sardo Nicola Grauso che importava proprio serie anime appartenenti alla Doro TV Merchandising e le trasmetteva con il doppiaggio italiano aggiungendo una narrazione in polacco.

## Colonna sonora
Tra una pubblicazione e l'altra, Wiktor Stribog caricò anche i brani della colonna sonora della sua webserie, da lui composti ed eseguiti con un emulatore del sintetizzatore Sequential Circuits Prophet-5. Sono stati caricati su YouTube complessivamente 9 brani fra il 2014 ed il 2017: in seguito il 6 gennaio 2019 è stato pubblicato in digitale su SoundCloud, Spotify ed altri servizi streaming l'album completo della colonna sonora, che comprende i brani precedenti e tre inediti. Alcuni mesi dopo, la colonna sonora è uscita anche in vinile in edizione limitata, per conto dell'azienda polacca Pan tu nie stał, che si occupa di gadget e abbigliamento in stile vintage.
Le tracce si caratterizzano per sonorità vintage che mescolano ambient, synthpop e l'elettronica sperimentale e per avere tutte un taglio particolarmente dimesso e malinconico, che a volte stride con alcuni passaggi apparentemente vivaci dello show Poradnik Uśmiechu. Principali fonti di ispirazione per l'artista nella realizzazione di queste musiche sono stati il compositore inglese Brian Eno e l'etnomusicologo ungherese Béla Bartók.

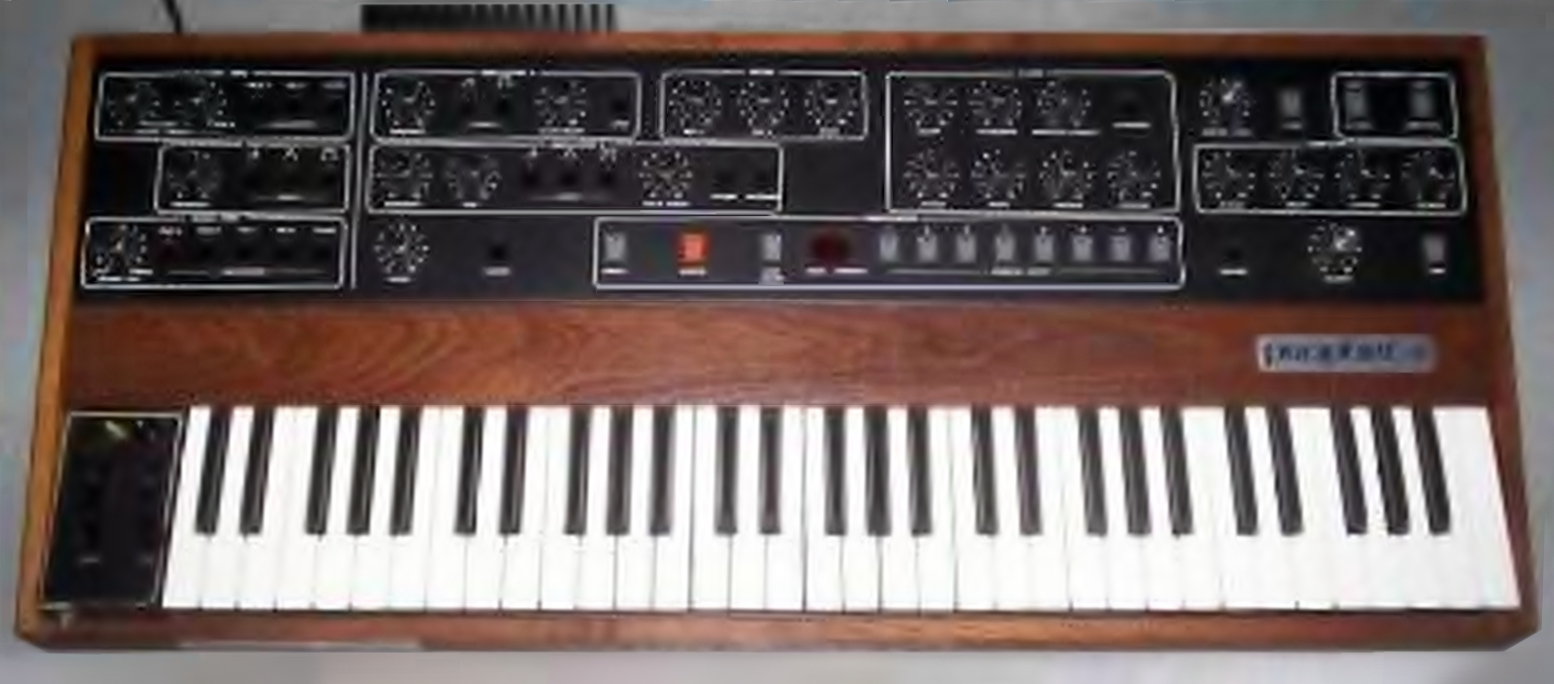
Un Sequential Circuits Prophet-5.

### Lista delle tracce
1. Czas pracy - 4:48
2. Zmartwienia - 5:21
3. Na złej drodze - 5:03
4. Ballada w rytmie dżins - 3:27
5. Nowe przebudzenie - 7:00
6. Spóźniona poczta - 4:32
7. To tylko taka gra - 4:20
8. Czas pożegnań - 2:01
9. Konfrontacja - 4:03
10. Słoneczna ziemia - 4:12 (brano inedito su YouTube)
11. Zimna noc - 1:42 (brano inedito su YouTube)
12. Przychodnia - 1:58 (brano inedito su YouTube)

## Interpretazioni

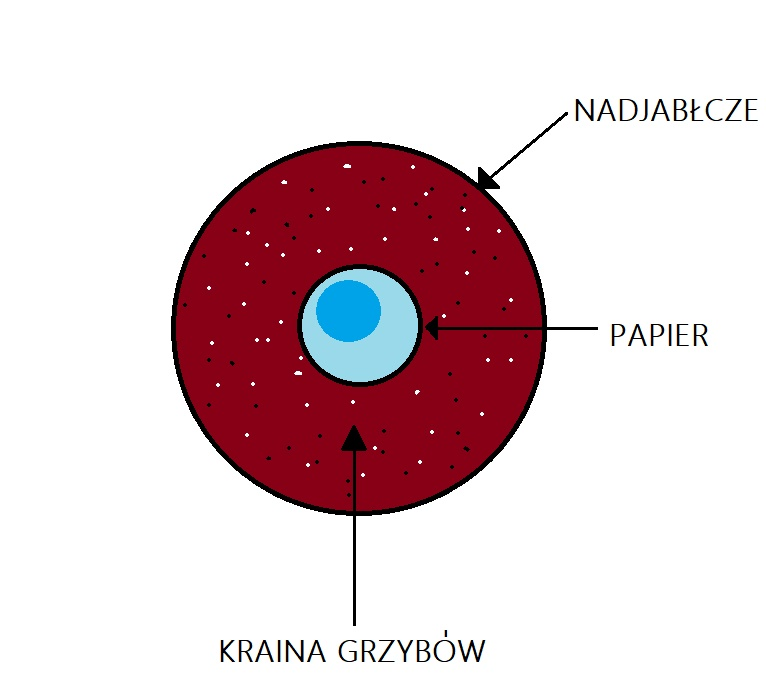
Lo schema della "mela" presentato da Agatka nel primo episodio. In senso orario, dall'alto: "Sopramela", "Carta" e "Terra dei funghi".

Kraina Grzybów è stata oggetto di molteplici e diverse interpretazioni: Wiktor Stribog ha sempre rifiutato di confermare o smentire ogni ipotesi, chiedendo ad ognuno di farsi la propria idea sulla base delle immagini della serie e delle emozioni provate guardandola.
Una delle prime è stata la cosiddetta "teoria atomica" o "teoria nucleare", proposta dal canale YouTube KrainaX: i video di KrainaGrzybówTV sarebbero ambientati in un futuro post-olocausto nucleare e Agatka sarebbe una sopravvissuta che cerca o di contattare altri come lei oppure di inviare un messaggio nel passato, nostro presente. I video del canale argomentano queste ipotesi provando (tra le altre cose) che lo schema della sezione della mela mostrato nel primo episodio di Poradnik Usmiechu è in realtà un diagramma di un atomo preso da un documentario americano sulla Guerra Fredda, e che parte delle voci modificate e storpiate e gli spezzoni di filmati di repertorio sparsi per la webserie sono spesso riconducibili alla catastrofe nucleare.
Teorie ed interpretazioni di Kraina Grzybów venivano inizialmente pubblicate direttamente sotto la sezione commenti dei video di KrainaGrzybowTV e KrainaX o sul thread "KGTV" sul sito paranormalne.pl, che guadagnò una popolarità enorme, diventando il più commentato del sito, ma è stato chiuso e cancellato dagli amministratori per ragioni sconosciute. Successivamente, molti utenti si sono uniti creando gruppi e siti dedicati all'analisi della serie, come krainausmiechu.phorum.pl, in cui vennero formalizzate ed esposte queste altre teorie:
- Ipotesi del rapimento/sequestro/abuso: l'Uomo Jeans sarebbe una sorta di pedofilo e/o di leader di una setta misterica che ha rapito Agatka (e probabilmente anche Karolina) per abusarne sessualmente e psicologicamente; Poradnik Uśmiechu, dunque, è l'allegoria di tale tortura nei confronti della protagonista, costretta ad andare incontro alle perversioni del sequestratore oppure a partecipare ai video di propaganda della setta.[14]
- Ipotesi dell'abuso di farmaci: Agatka sarebbe diventata dipendente da allucinogeni, probabilmente da psilocibina (presente in alcuni funghi psichedelici e questo spiegherebbe il nome della Terra dei funghi) e l'intera webserie non sarebbe altro che la rappresentazione delle allucinazioni e delle visioni grottesche della bambina.[14]

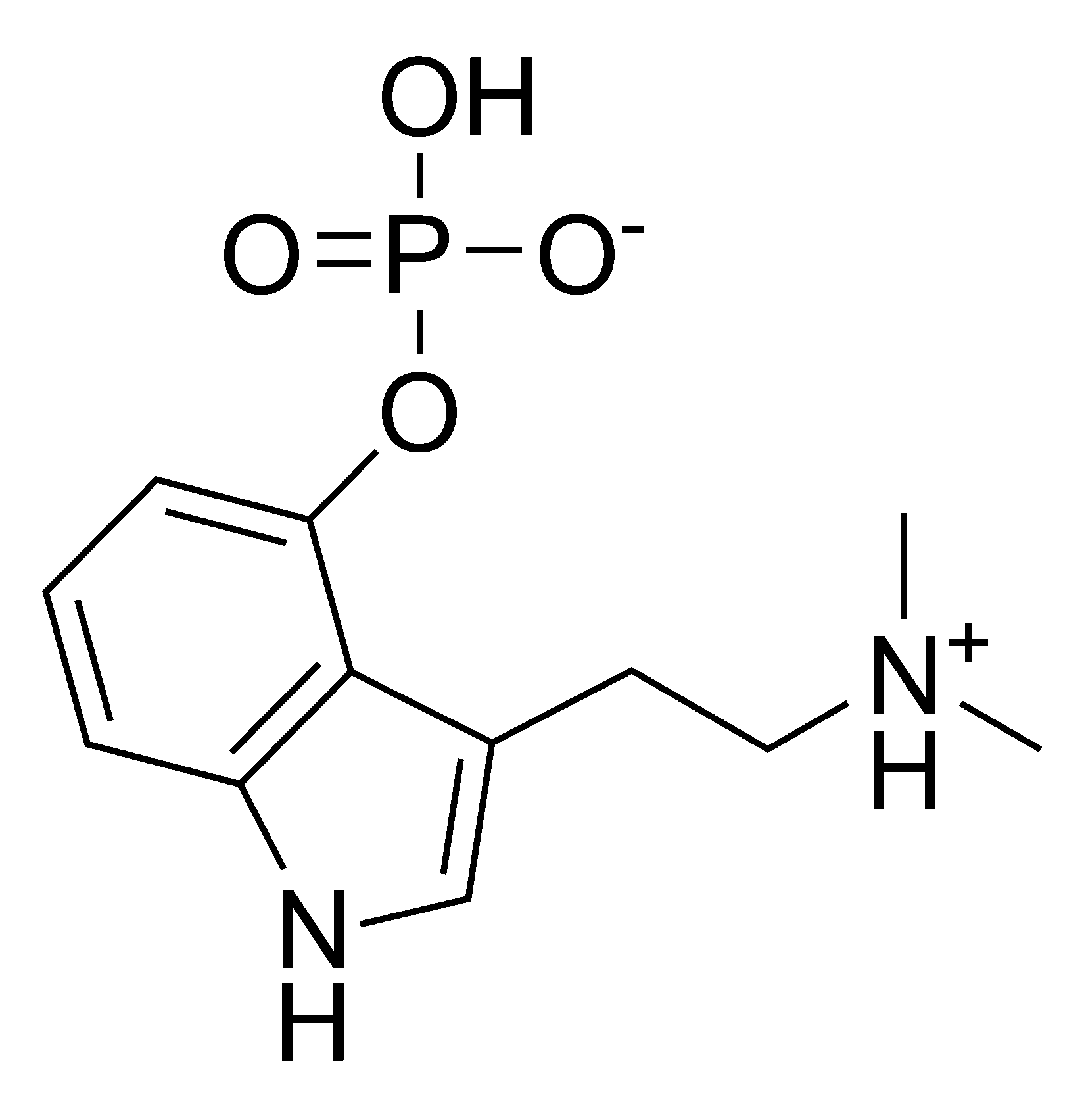
La struttura chimica della psilocibina.

- Ipotesi evangelica: Agatka sarebbe stata posseduta da/avrebbe preso consiglio da/avrebbe fatto un accordo con il diavolo, che avrebbe assunto la forma di Małgosia per darle un finto senso di sicurezza e Poradnik Uśmiechu rappresenterebbe, in tal senso, la sua discesa nella perdizione. Addirittura, in una maniera simile, gli episodi potrebbero essere una riproduzione simbolica della storia del giardino dell'Eden, con Agatka come Eva e la creatura sua compagna come il serpente.[14]
- Ipotesi satirica: Kraina Grzybów sarebbe una parodia o una satira della televisione polacca e della società negli anni '80 e '90; cioè quando, caduta l'egemonia sovietica, si stava facendo sentire l'influenza occidentale-americana.[14]
- Ipotesi della pubblicità: la serie farebbe parte di una campagna di marketing virale per alcuni prodotti ancora da annunciare.[14]
- Ipotesi del nonsense: Kraina Grzybów non avrebbe un vero e proprio senso e i video sarebbero intenzionalmente confusi ed inquietanti per far sì che gli spettatori elaborino teorie in realtà futili ed insensate; le apparenti connessioni sono tutte nelle mente.[14]
- Ipotesi autoreferenziale: la trama della webserie si riferirebbe a sé stessa e ai suoi spettatori in una forma di profezia autodidatta; cioè i video non avrebbero alcun significato previsto da parte di Stribog ed il loro obiettivo sarebbe quello di mostrare quali tipi di teorie i fan avrebbero creato per cercare di spiegare la follia a cui hanno assistito; come un test di Rorschach per l'intero Internet.[14]
- Ipotesi di Hauntology: Kraina Grzybów sarebbe un esempio di quella tecnica artistica conosciuta come "Hauntology", che utilizza imitazioni deliberatamente bizzarre o inquietanti o ricreazioni di stili di arte storica per esaminare le differenze tra il passato e il presente, il reale e l'immaginario.[14]

### Teorie del complotto
La famosa "teoria atomica" è andata, in concomitanza con la rivoluzione ucraina del 2014, ad allargarsi fino ad interessare altre questioni politiche dell'Europa dell'Est (come il divieto di Vladimir Putin sull'importazione di mele polacche). I complottisti in questo senso hanno visto Kraina Grzybów come un criptato piano bellico. Questa interpretazione è stata anche ispirata dalle risposte (spesso misteriose e nonsense) di Stribog ad alcuni dei commenti nella fanpage della serie, che talvolta conteneva post di coordinate geografiche e frequenze radio. Alcuni utenti si sono spinti addirittura all'hacking, inviando esche all'autore, così come ad altre persone sospettate di essere i creatori dell'opera, per ottenere i loro indirizzi IP ed individuarne la posizione. I risultati sono stati tuttavia inconcludenti, con l'individuazione errata di diverse città ucraine, polacche e italiane.

## Accoglienza
Kraina Grzybów, sebbene sia già considerata una delle webserie migliori e più originali di sempre (tanto che Wiktor Stribog allestì una mostra per il festival Ars Independent 2017 di Katowice), agli inizi suscitò indignazione e fu accusata di blasfemia. Durante la seconda metà del 2014 infatti Krzysztof Osiejuk, un giornalista di destra, ha affermato in una serie di articoli che KrainaGrzybowTV è la «più profonda incarnazione del satanismo puro». Nel dicembre dello stesso anno, dopo una tragedia nella cittadina polacca di Rakowice, dove una giovane poetessa, assieme al fidanzato, aveva assassinato i genitori di quest'ultimo, egli ha sottolineato che la ragazza (analizzando il suo profilo Facebook) fosse una fan della serie, il che lo ha spinto a credere che le azioni di lei potrebbero essere state influenzate proprio dal canale YouTube.
(Krzysztof Osiejuk nel suo blog di Salon24)

## Smile Guide: The Apple Escape

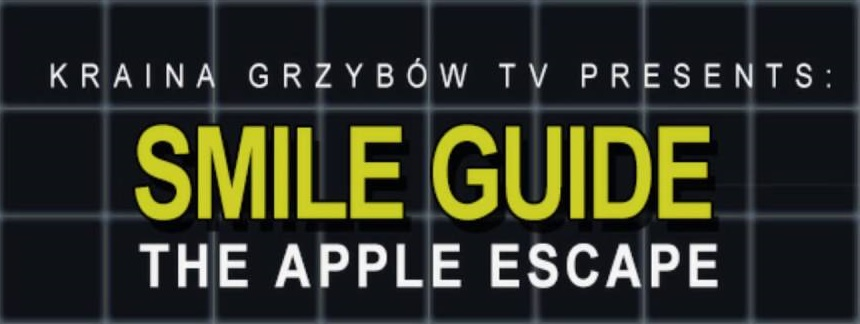
Logo del videogioco ufficiale Smile Guide: The Apple Escape.

Smile Guide: The Apple Escape è il videogioco ufficiale della webserie, sviluppato sempre da Stribog (con il motore grafico Unity: personal edition) ed ambientato tra gli eventi di Poradnik Uśmiechu 5 e Poradnik Uśmiechu 6. Presentato il 24 agosto 2016 sul canale ufficiale KrainaGrzybowTV con lo slogan "Il primo videogioco polacco su VHS!", è un puzzle game esplorativo in terza persona che permette al giocatore di vestire i panni di Agatka. Scopo principale è quello di raccogliere 25 mele e portarle alla "Agatha Prophecy Station" per tornare a casa. Il compito però si rivelerà tutt'altro che facile: la bambina per vincere dovrà evitare i robot Małgorzata 3000, spaventose immagini jumpscare ed inquietanti Małgosia in 3D, che tenteranno di prenderla e portarla nell'oscurità.
Trovate tutte le mele e portate alla stazione, si aprirà una porta, che condurrà il giocatore ad una gigantesca Agatka, dai capelli fluttuanti e circondata da un'aura luminosa che proviene da dietro. In sottofondo è proposto in loop un brano della colonna sonora della serie, Nowe Przebudzenie. Dopo aver preso un disco bianco, la grande Agatka si appoggerà a terra, aprendo la bocca e facendo uscire la lingua. Entrandovi, la ragazzina si ritroverà in un campo non diverso da quello di Poradnik Uśmiechu 2. Alcune mucche vagano per i campi ed è presente un cartello con un scritto "Dom", ovvero "casa". In lontananza, è visibile un edificio simile a quello di Ballada w Rytmie Dżins. Tuttavia, il tentativo di raggiungerlo innescherà la vera fine del gioco: Agatka cadrà al suolo, la musica rallenterà progressivamente e comparirà un messaggio:
You'll see Agatha
in the last episode.»
Dopo questo, partirà il trailer di Poradnik Uśmiechu 6.